# Węzłówka dziobowa
Węzłówka dziobowa – element konstrukcyjny jednostki pływającej o drewnianej konstrukcji szkieletowej (zobacz: szkielet żaglowca) wzmacniający połączenie stępki ze stewą dziobową.